# František Hoblík
František Hoblík (19. července 1842, Hobšovice – 3. října 1926, Pardubice) byl český knihtiskař, vydavatel, publicista, činovník evangelické církve a starosta Pardubic.

## Život

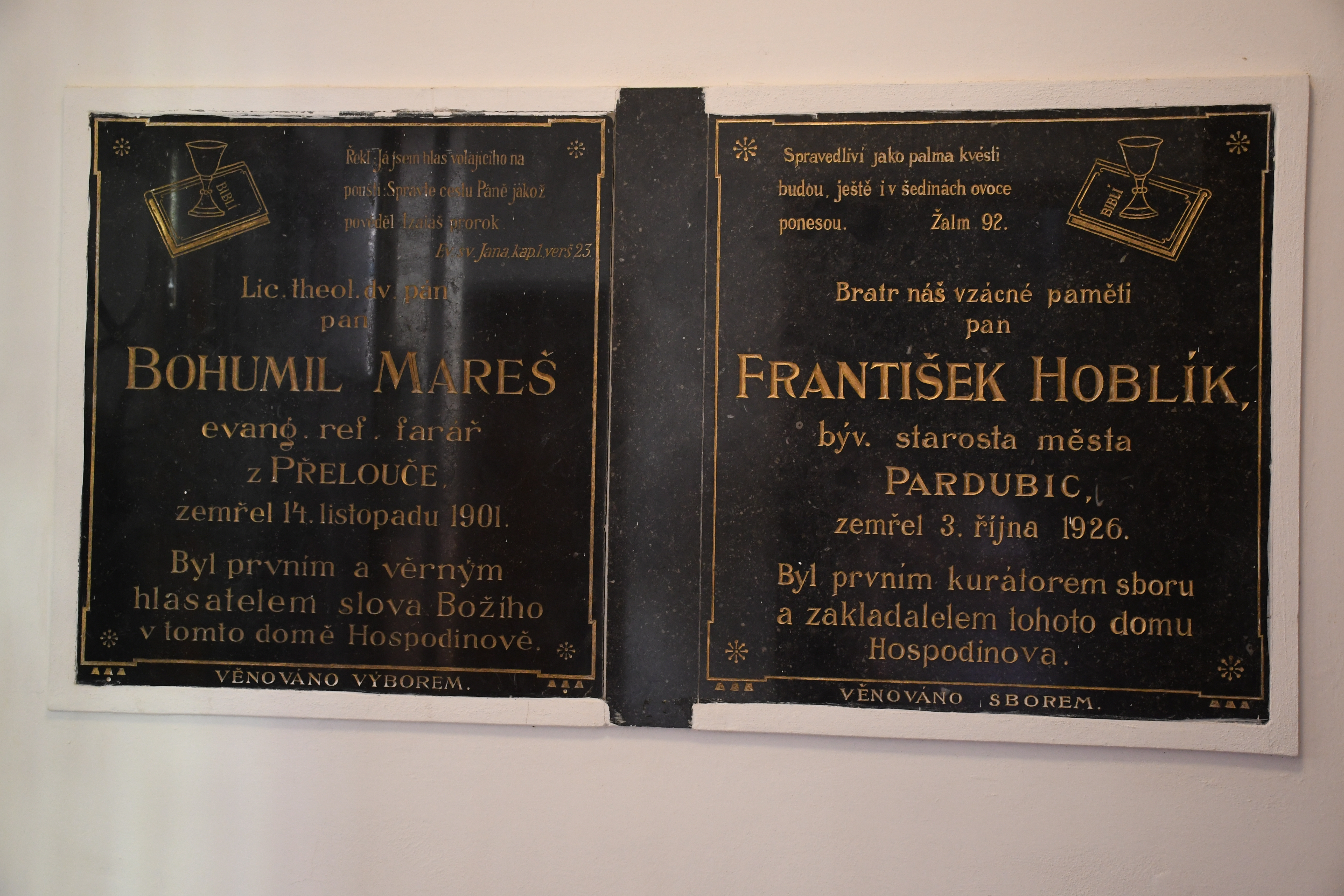
Pamětní deska v evangelickém kostele v Pardubicích

Od roku 1872 provozoval v Pardubicích tiskárnu. V letech 1888–1889, kdy nahradil náhle zemřelého předchůdce Leopolda Wernera, a pak v letech 1893–1899 byl starostou města Pardubice. Zasloužil se o ustavení evangelického reformovaného sboru v Pardubicích (stal se jeho prvním kurátorem) a o výstavbu evangelického kostela. Od roku 1881 byl František Hoblík vydavatelem a odpovědným redaktorem časopisu Hlasy ze Siona.
Byl ženat s Marií, roz. Krásenskou (1850–1928).
Je pohřben na starém hřbitově v Pardubicích.